# Napon
Električni napon ili električna napetost (oznaka U) je razlika električnih potencijala dviju točaka električnoga polja ili strujnoga kruga. Ako se u električnom polju pomiče pozitivni električni naboj protiv djelovanja sila polja, troši se za taj rad neka energija, a ako sile polja pomiču taj naboj protiv djelovanja nekog otpora, električno će polje obavljati rad i trošit će se energije električnoga polja. Električni napon između točaka A i B može se odrediti (definirati) kao: 
{\displaystyle U_{\mathrm {AB} }={\frac {W_{\mathrm {AB} }}{Q}}}
gdje je: WAB - mehanički rad između točaka A i B, a Q - električni naboj ili količina elektriciteta. Mjerna jedinica električnoga napona je volt (V).  
Uobičajeni je električni napon galvanskoga članka 1,5 V, automobilskoga električnoga akumulatora 12 V, kućne električne mreže 230 V, tramvajske mreže 600 V, željezničke mreže u Hrvatskoj 25 000 V.

## Električni potencijal i električni napon
Svako pozitivno električno tijelo istiskivat će iz svojeg električnog polja drugo pozitivno nabijeno tijelo. Pri tom će elektrostatička sila vršiti mehanički rad. Isto tako želimo li pozitivno nabijeno tijelo dovesti u električno polje drugog pozitivno nabijenog tijela, treba da neka vanjska sila vrši rad na svladavanju odbojne sile. Izvršeni rad predstavlja ustvari potencijalnu energiju toga tijela. Čim vanjska sila prestane djelovati, tijelo se počinje gibati i izlazi iz električnog polja, pa se njegova potencijalna energija pretvara u kinetičku energiju. 
Potencijalna energija električki nabijenog tijela u nekom električnom polju naziva se elektrostatska energija. Prema tome, za svako tijelo koje se nalazi u nekom električnom stanju svojstven je njegov potencijal. Električni potencijal je stupanj električnog stanja nekog tijela. Odnosno, električni potencijal u nekoj točki električnog polja jednak je mehaničkom radu koji je potreban da se pozitivna jedinica količine elektriciteta dovede iz beskonačnosti u tu točku polja, i označuje se slovom V. 
Mehanički rad koji treba izvršiti da bi se električni naboj +Q iz točke B dovede u točku A električnog polja jednak je umnošku između električnog naboja Q i razlike električnih potencijala između točaka A i B, to jest:
{\displaystyle W=Q\cdot (V_{A}-V_{B})}
{\displaystyle V_{A}-V_{B}={\frac {W}{Q}}}
Razlika potencijala između dva električki nabijena tijela naziva se električna napetost ili električni napon U: 
{\displaystyle U=V_{A}-V_{B}={\frac {W}{Q}}}
Računamo li električni napon s obzirom na Zemlju, za koju je električni potencijal jednak nuli, to jest VB = 0, onda je:
{\displaystyle U=V_{A}={\frac {W}{Q}}}
Stavimo li u taj izraz:
{\displaystyle 1\,\mathbf {V} ={\frac {1\,\mathbf {J} }{1\,\mathbf {C} }}}
Električni napon između dviju točaka iznosi 1 V (volt) ako se za prijenos količine elektriciteta od 1 C (kulon) između dviju točaka mora izvršiti mehanički rad od 1 J (džul).

## Definicija
Električni napon je omjer rada WAB potrebnog za premještanje električnog naboja po određenom putu između dvije točke u električnom polju i njegove količine  Q. Pri tome vrijedi:
{\displaystyle \mathrm {d} W={\vec {F}}\cdot \mathrm {d} {\vec {s}}}
i
{\displaystyle {\vec {F}}={\vec {E}}\cdot Q\,}
što za napon daje:
{\displaystyle U_{\mathrm {AB} }={\frac {W_{\mathrm {AB} }}{Q}}=\int _{A}^{B}{\vec {E}}\cdot \mathrm {d} {\vec {s}}_{\mathrm {AB} }}
pri čemu su:
- UAB - električni napon na putu između točaka A i B;
- WAB - rad (razlika električne energije) između točaka A i B;
- Q - količina elektriciteta ili električni naboj;
- E - jakost električnoga polja;
- sAB - prijeđeni put;
- F - sila kojom električno polje djeluje na električni naboj.

## Mjerenje
Mjerna jedinica za električni napon u Međunarodnom sustavu je volt. Veće jedinice za mjerenje napona su kilovolt (1 kV = 1 000 V) i megavolt (1 MV = 1 000 000 V). Jedinice za mjerenje vrlo malih napona su milivolt (1 mV = 1/1 000 V) i mikrovolt (1 μV = 1/1 000 000 V). Instrument za mjerenje napona zove se voltmetar, ali se često za prikaz i mjerenje izmjeničnih napona u elektronici koristi osciloskop.